# Korfui nemzetközi repülőtér
A Korfui Joánisz Kapodísztriasz nemzetközi repülőtér (görögül: Κρατικός Αερολιμένας Κέρκυρας, "Ιωάννης Καποδίστριας") avagy Joánisz Kapodísztriasz nemzetközi repülőtér (IATA: CFU, ICAO: LGKR) egy görögországi állami tulajdonban lévő nemzetközi repülőtér Korfu szigetén, Korfu város mellett. Elsősorban a nyári szezonban, április és október között bonyolít leginkább charter forgalmat.
A reptér Joánisz Kapodísztriasz korfui származású európai diplomatáról lett elnevezve, a független Görögország első államfőjéről A légikikötő nagyjából 2 kilométerre délre található Korfu várostól és fél kilométerre északra Pontikoníszitől. A leszálló gépek északkeleti irányból érkeznek, az utasoknak tökéletes kilátást nyújtva a kifutótól alig pár száz méterre található Pontikoníszi és Vlaherna monostoraira, ahogy a közeli hegyekre is. 

## Légitársaságok
A reptér a két belföldi menetrend szerinti járaton kívül csak chartergépeket fogad, így a forgalma java részét hétfőn, pénteken, illetve szombaton bonyolítja le, azt is az áprilistól októberig tartó nyári szezonban.
2025-ben a Korfui nemzetközi repülőtérről az alábbi járatok indulnak (Utoljára frissítve: 2025-02-9):
| Légitársaság                    | Célállomások |
| ------------------------------- | --- |
| Aegean Airlines                 | Athens Szezonális: Heraklion (kezdődik 2025 június 2-től) |
| Aer Lingus                      | Szezonális: Dublin |
| Air France                      | Szezonális: Marseille, Párizs-Charles de Gaulle repülőtér |
| Air Serbia                      | Szezonális: Belgrád |
| airBaltic                       | Szezonális: Riga |
| Animawings                      | Szezonális: Bukarest–Otopeni, Timișoara (kezdődik 2025 június 6-tól) |
| Arkia                           | Szezonális: Tel Aviv |
| Austrian Airlines               | Szezonális: Bécs |
| Avion Express                   | Szezonális charter: Vilnius |
| Braathens International Airways | Szezonális charter: Koppenhága |
| British Airways                 | Szezonális: London–Gatwick, London–Heathrow |
| Brüsszel Airlines               | Szezonális: Brüsszel |
| Buzz                            | Szezonális charter: Katowice |
| Chair Airlines                  | Szezonális: Zürich |
| Condor                          | Szezonális: Berlin (újrakezdődik 2025 május 3-tól), Düsseldorf, Frankfurt, Hamburg, Leipzig/Halle, München, Stuttgart |
| Corendon Airlines               | Szezonális: Köln/Bonn, Düsseldorf, Hannover, Nuremberg |
| Corendon Dutch Airlines         | Szezonális: Amszterdam |
| Discover Airlines               | Szezonális: Frankfurt, München |
| easyJet                         | Szezonális: Amszterdam, Basel/Mulhouse, Belfast–International, Berlin, Birmingham, Bordeaux (kezdődik 2025 június 23-tól), Bristol, Edinburgh, Genf, Liverpool, London–Gatwick, London–Luton, Lyon, Manchester, Milánó-Malpensai repülőtér, Nantes Naples, Párizs-Charles de Gaulle repülőtér, Venice |
| Edelweiss Air                   | Szezonális: Zürich |
| Enter Air                       | Szezonális charter: Gdańsk, Katowice, London--Gatwick, Poznań |
| Eurowings                       | Szezonális: Berlin (kezdődik 2025 április 26-tól), Köln/Bonn, Düsseldorf, Graz, Hamburg, Salzburg, Stuttgart |
| Finnair                         | Szezonális: Helsinki |
| flydubai                        | Szezonális: Dubai–International |
| Freebird Airlines Europe        | Szezonális charter: Leipzig/Halle |
| Iberia                          | Szezonális: Madrid |
| Iberia Express                  | Szezonális: Madrid |
| Israir                          | Szezonális: Tel Aviv |
| ITA Airways                     | Szezonális: Milan–Linate, Róma–Fiumicino |
| Jet2.com                        | Szezonális: Birmingham, Bournemouth (kezdődik 2025 május 7-től), Bristol, East Midlands, Edinburgh, Glasgow, Leeds/Bradford, Liverpool, London–Stansted, Manchester, Newcastle upon Tyne |
| LOT                             | Szezonális: Varsó–Chopin |
| Lufthansa                       | Szezonális: München |
| Luxair                          | Szezonális: Luxembourg |
| Marabu                          | Szezonális: Hamburg, München |
| Neos                            | Szezonális: Milan–Malpensa, Tel Aviv, Verona |
| Norwegian                       | Szezonális: Koppenhága, Oslo, Riga |
| Ryanair                         | Szezonális: Aarhus, Athens, Barcelona, Bergamo, Berlin, Birmingham, Bologna, Bratislava, Bukarest–Otopeni, Budapest, Charleroi, Köln/Bonn, Dublin, East Midlands, Edinburgh, Gdańsk, Gothenburg (kezdődik 2025 július 2-től), Hahn, Karlsruhe/Baden-Baden, Krakkó, Liverpool, London–Stansted, Manchester, Marseille, Memmingen, Milan–Malpensa, Münster/Osnabrück, Naples, Niš, Nuremberg, Pisa, Poznań, Prága, Róma–Ciampino, Róma–Fiumicino (kezdődik 2025 május 3-tól), Shannon, Szófia, Stockholm–Arlanda, Teesside, Thessaloniki, Toulouse, Treviso, Turin, Verona, Bécs, Vilnius, Varsó–Modlin, Weeze, Wroclaw, Zágráb |
| Scandinavian Airlines           | Szezonális: Koppenhága Szezonális charter: Gothenburg, Stockholm–Arlanda |
| SkyAlps                         | Szezonális: Bolzano |
| Sky Express                     | Athens, Preveza, Kefalonia, Thessaloniki,[forrás?] Zakynthos |
| SkyUp Airlines                  | Szezonális: Chișinău (kezdődik 2025 május 24-től) |
| Smartwings                      | Szezonális: Brno, Katowice, Ostrava, Prága, Varsó–Chopin Szezonális charter: Bratislava, Budapest |
| Sundair                         | Szezonális: Dresden, Lübeck |
| Swiss International Air Lines   | Szezonális: Genf |
| Trade Air                       | Szezonális charter: Ljubljana |
| Transavia                       | Szezonális: Amszterdam, Nantes, Párizs–Orly, Rotterdam/The Hague |
| TUI Airways                     | Szezonális: Aberdeen, Belfast–International, Birmingham, Bournemouth, Bristol, Cardiff, Cork (kezdődik 2025 május 16-tól), Dublin, East Midlands, Edinburgh, Exeter, Glasgow, Leeds/Bradford, London–Gatwick, London–Luton, London–Stansted, Manchester, Newcastle upon Tyne, Norwich |
| TUI fly Belgium                 | Szezonális: Brüsszel |
| TUI fly Deutschland             | Szezonális: Düsseldorf, Frankfurt, Hannover, München, Nuremberg, Stuttgart |
| TUI fly Netherlands             | Szezonális: Amszterdam |
| Tus Airways                     | Szezonális: Larnaca, Tel Aviv |
| Universal Air                   | Szezonális: Malta, Pécs |
| Volotea                         | Szezonális: Bordeaux, Lille, Lyon, Nantes, Strasbourg, Toulouse |
| Vueling                         | Szezonális: Róma–Fiumicino |
| Wizz Air                        | Szezonális: Bukarest–Otopeni, Budapest, Cluj-Napoca, Katowice, Milan–Malpensa, Róma–Fiumicino, Bécs, Varsó–Chopin |

## Forgalom
Az utasforgalom az elmúlt években az alábbi módon változott:
| Utasok száma | 1 792 565 | 1 744 761 | 1 914 522 | 2 106 827 | 2 438 016 | 2 775 513 | 3 364 115 | 3 275 897 | 2 044 704 | 3 749 106 |
|              | 2009      | 2010      | 2012      | 2013      | 2015      | 2016      | 2018      | 2019      | 2021      | 2022      |